# Antoingt
Antoingt település Franciaországban, Puy-de-Dôme megyében. Lakosainak száma 416 fő (2022. január 1.). Antoingt Bergonne, Gignat, Mareugheol, Solignat és Vodable községekkel határos.

## Népesség
A település népességének változása:
| Lakosok száma | 385  | 386  | 396  | 397  | 403  | 407  | 411  | 419  | 416  |
|               | 2013 | 2015 | 2016 | 2017 | 2018 | 2019 | 2020 | 2021 | 2022 |